# Marc Sergeant
Marc Sergeant (Aalst, 16 de agosto de 1959) fue un ciclista belga, profesional entre los años 1985 y 1996, durante los cuales logró 20 victorias.
En 1980 participa en los Juegos Olímpicos de Moscú. Fue campeón de Bélgica amateur en 1981. Ya en categoría profesional destacó como rodador, competitivo sobre todo en etapas de perfil llano. Actualmente es gerente deportivo en el equipo Lotto Soudal.

## Palmarés
1982
- Vuelta a Andalucía, más 1 etapa

1983
- 2.º en el Campeonato de Bélgica en Ruta

1984
- 1 etapa de la Vuelta a Suiza

1986
- Campeonato de Bélgica en Ruta
- 1 etapa de la Estrella de Bessèges

1987
- 1 etapa de la Vuelta a los Países Bajos
- 1 etapa del Tour de Francia
- Druivenkoers Overijse

1988
- 1 etapa de la Vuelta a los Países Bajos

### Resultados en Grandes Vueltas y Campeonato del Mundo
| Carrera         | 1983 | 1984 | 1985 | 1986 | 1987 | 1988 | 1989 | 1990 | 1991 | 1992 | 1993 | 1994 | 1995 |
| --------------- | ---- | ---- | ---- | ---- | ---- | ---- | ---- | ---- | ---- | ---- | ---- | ---- | ---- |
| Giro de Italia  | -    | -    | -    | -    | -    | -    | -    | -    | -    | -    | -    | -    | -    |
| Tour de Francia | -    | 48.º | 59.º | Ab.  | Ab.  | 33.º | 61.º | 62.º | 81.º | 66.º | 69.º | Ab.  | Ab.  |
| Vuelta a España | -    | -    | -    | -    | -    | -    | -    | -    | -    | -    | -    | -    | -    |
| Mundial en Ruta | Ab.  | -    | Ab.  | 16º  | 19º  | 29º  | -    | -    | -    | Ab.  | Ab.  | -    | -    |